# Cody Beals
Pour les articles homonymes, voir Beals.
Cody Beals, né le 12 mars 1990 à Guelph (Ontario) est un triathlète professionnel canadien, multiple vainqueur sur triathlon Ironman 70.3.

## Biographie

### Jeunesse
Cody Beals grandit à Fergus (18 kilomètres de Guelph). Il s'essaye sur son premier triathlon à l'âge de 16 ans avec le vieux vélo de course de son père, l'expérience est positive car il termine troisième de l'épreuve locale, trouvant une nouvelle passion, il devient professionnel huit années plus tard.

### Carrière professionnelle
Cody Beals se fait remarquer le 14 juin 2018, après quatorze mois en tant que triathlète professionnel il prend le départ sur l'Ironman 70.3 Eagleman, ses références étant toutefois loin derrière le favori de la course, l'américain Jordan Rapp. Pourtant le canadien gagne la compétition avec plus de dix minutes d'avance sur le New-Yorkais,. L'année d'après, il termine 5e aux championnats du monde longue distance 2016 à deux minutes d'une place sur le podium. En 2018, il remporte l'épreuve Ironman 70.3 Victoria devant son compatriote Brent McMahon multiple vainqueur sur distance Ironman.

### Un parcours atypique
À la suite de problèmes physiques, Cody Beals passe un test à l'âge de 22 ans pour diagnostiquer son taux de testostérone, qui fut enregistré à <10 pmol / L, par un laboratoire. La référence de 31-94 pmol / L pour la population masculine en générale et une moyenne pour les hommes de 25-34 ans de ~ 43 pmol / L sont habituellement la norme. Les symptômes associés à son faible taux de testostérone sont le surpassement chronique à l'entrainement, le manque d'énergie, les carences alimentaires possibles, l'insomnie et d'autres facteurs de troubles mentaux. Son poids est tombé à 63 kilos sur la période 2012-2013.
Au cours des deux années qui suivent, il effectue beaucoup de recherches et commence à travailler avec un médecin du sport spécialisé dans ce domaine mais aussi des activités antidopage pour plusieurs instances dirigeantes et un diététicien. Un programme se met en place pour mieux gérer le stress, lutter contre les insomnies, augmenter le taux de graisses dans son alimentation, de compléments en liens avec le diagnostic et surtout la mise en adéquation d'un programme d'entrainement appropriée.
En deux ans et en changeant son style de vie, il réussit à tripler son taux de testostérone qui revient dans la norme quelques années plus tard. Il reconnaît que ses problèmes de santé étaient dus pour sa part et en partie à plusieurs erreurs dans ses entraînements et sa préparation à la compétition. Il regrette que le diagnostic d'un faible taux de testostérone soit stigmatisée dans certains contextes en raison de l'association perçue avec le dopage illégal. Grâce à son expérience acquise dans son combat contre la maladie, Cody Beals étoffe son palmarès sur le circuit Ironman 70.3.

### Vie privée
Cody Beals est fan du coureur de longue distance Ryan Hall, qui détient le record américain de semi-marathon (59 min 43 s) et qui a eu également un taux de testostérone très faible.

## Palmarès
Le tableau présente les résultats les plus significatifs (podium) obtenus sur le circuit nord-américain et international de triathlon depuis 2014,.
| Année | Compétition            | Pays       | Position          | Temps           |
| ----- | ---------------------- | ---------- | ----------------- | --------------- |
| 2019  | Ironman Mont-Tremblant | Canada     | Médaille d'or     | 7 h 58 min 34 s |
| 2018  | Ironman Chattanooga    | États-Unis | Médaille d'or     | 7 h 10 min 22 s |
| 2018  | Ironman Mont-Tremblant | Canada     | Médaille d'or     | 8 h 10 min 36 s |
| 2018  | Ironman 70.3 Victoria  | Canada     | Médaille d'or     | 3 h 54 min 45 s |
| 2018  | Ironman 70.3 Taïwan    | Taïwan     | Médaille d'or     | 3 h 46 min 39 s |
| 2018  | Ironman 70.3 Eagleman  | États-Unis | Médaille d'or     | 3 h 49 min 4 s  |
| 2017  | Challenge Aruba        | Aruba      | Médaille d'or     | 3 h 57 min 36 s |
| 2017  | Ironman 70.3 Eagleman  | États-Unis | Médaille d'argent | 3 h 54 min 49 s |
| 2017  | Ironman 70.3 Campeche  | Mexique    | Médaille d'argent | 3 h 56 min 4 s  |
| 2016  | Ironman 70.3 Eagleman  | États-Unis | Médaille d'or     | 3 h 50 min 2 s  |
| 2016  | Ironman 70.3 Équateur  | Équateur   | Médaille d'or     | 3 h 48 min 4 s  |
| 2015  | Ironman 70.3 Eagleman  | États-Unis | Médaille d'or     | 3 h 51 min 5 s  |
| 2015  | Ironman 70.3 Cozumel   | Mexique    | Médaille d'argent | 3 h 48 min 33 s |
| 2015  | Ironman 70.3 Silverman | États-Unis | Médaille d'argent | 4 h 6 min 0 s   |
| 2014  | Ironman 70.3 Muskoka   | Canada     | Médaille d'argent | 4 h 7 min 12 s  |
| 2014  | Challenge St. Andrews  | Canada     | Médaille d'argent | 4 h 5 min 35 s  |